# خانا قبادی
خانای قبادی (۱۷۰۰م‌ییلاقات نهراب بازان، جوانرود  -۱۷۷۲م(یا متوفی بعد از ۱۱۵۳ق)) شاعر نامدار کُرد در سدهٔ هجدهم بود، وی به زبان‌های کُردی، فارسی، ترکی و عربی آشنایی و تسلط داشته است.

## زندگی
خانا از نوادگان قبادبیگ ایل قبادی از خوانین ایل قبادی جاف جوانرود بوده‌است. وی یکی از عالمان و مترجمان منحصر به فرد در زمان خود بوده است. از چگونگی زندگی خانا در دوران کودکی و جوانی‌اش اطلاعات زیادی وجود ندارد، اما آن چنان‌که از نوشته‌هایش پیداست نابغه و متفکری نوگرا بوده‌است.
گفته می‌شود که قبادی در مسائل دین اسلام استاد بوده و همچنین در حوزه‌های کلام، فقه و عرفان صاحب‌نظر بوده‌است. از متن اشعار و آیات تضمین‌شده در آثار خانا پیداست که او بر قرآن تسلط داشته است. علی‌رغم مخالفت‌ها و ممانعت‌های عالمان دینی آن دوران، خانا برای تفهیم بیشتر و عمیق‌تر قرآن، اقدام به ترجمه این کتاب آسمانی به زبان کردی نمود که البته هیچ اثری از این کتاب پیدا نشده و ترجمۀ وی به کلی از بین رفته است.
گفته می‌شود که ترجمه وی توسط ملایان افراطی و تندرو سوزانده و خود نیز برای حفظ جانش به امارت بابان (سلیمانیه) می‌رود و تا پایان عمر در سال ۱۷۷۲ میلادی در سلیمانیه در کردستان عراق زندگی می‌کند.
اشعار خانا قبادی به گویش هورامی (گورانی) سروده شده‌است که یکی از گویش‌های کُردی گورانی است. هو همچنین عربی و ترکی می‌دانسته و تسلط کاملی بر ادبیات و زبان فارسی داشته‌است.

## آثار
مهم‌ترین اثر خانا قبادی «شیرین و خسرو» نام دارد. وی همچنین منظومه‌ای با نام سلطان ابراهیم و نوش‌آفرین سروده که به تصحیح محمد رشید امینی منتشر شده‌است.

## کنگرۀ خانا قبادی
نخستین کنگرهٔ ملی خانای قبادی با حضور نویسندگان و پژوهشگران زبان و ادبیات کُردی در تاریخ ۱۳ مرداد ۱۴۰۰ در محل کتابخانۀ محمد رسول‌الله شهر جوانرود برگزار شد که طی آن ۲۰ اثر در رابطه با خانا قبادی و زندگی و آثار وی برگزیده شد که در قالب کتابی با عنوان «مجموعه مقالات کنگرۀ ملی شاعر نامی کُرد خانای قبادی» در دو مجلد به چاپ رسید.